# Балотасалаш
Балотасалаш (мађ. Balotaszállás) је село у Мађарској, јужном делу државе. Село управо припада Кишкункалашком срезу Бач-Кишкунске жупаније, са седиштем у Кечкемету.

## Природне одлике
Насеље Балотасалаш налази у јужном делу Мађарске, близу државну границе са Србијом.
Историјски гледано, село припада крајње северном делу Бачке, који је остало у оквирима Мађарске (тзв. „Бајски троугао”). Подручје око насеља је равничарско (Панонска низија), приближне надморске висине око 130 m. Око насеља се пружа Телечка пешчара.

## Становништво
Према подацима из 2013. године Балотасалаш је имао 1.492 становника. Последњих година број становника опада.
Претежно становништво у насељу су Мађари (98%) римокатоличке вероисповести. Остало су махом Цигани.